# 닥터 슬럼프
《닥터 슬럼프》(일본어: Dr. スランプ)는 토리야마 아키라가 창작한 일본의 개그 만화이자, 이 만화를 원작으로 하여 제작된 애니메이션 시리즈이다. 1980년 1월에 슈에이샤의 소년 만화 잡지인 주간 소년 점프 5~6 합병호에 연재를 시작하였고, 5년 7개월 만인 1984년 8월 주간 소년 점프 39호에 마지막화 연재를 끝으로 연재를 중단하였다.

## 작품 설명
닥터 슬럼프는 펭귄 마을에 사는 발명가인 노리마키 센베 박사가 만든 로봇인 노리마키 아라레와 주변 인물들의 좌충우돌 일상을 그려낸 개그 만화이다. 기본적으로 권당 하나의 스토리로 구성이 되어 있으나, 여러 권에 걸쳐 스토리가 이어지는 경우도 있다.
현재까지의 만화책 발행 부수는 누계 약 3000만부이다. 단행본 제5권은 초판 130만부를 발행하여 당시 최고 기록을 유지하고 있던 도라에몽(초판 120만부 발행)을 제치고 최고 기록을 갱신했다. 또한, 단행본 6권에서는 초판 220만부를 발행하여 역대 일본 만화 최초의 초판 200만부 대의 작품이 되었다.

로봇이 안경을 착용하는 설정, 동물을 의인화 한 캐릭터가 등장하는 등의 독특한 소재들이 닥터 슬럼프의 가장 큰 인기 요인으로 꼽히고 있다. 토리야마 작가의 출생지가 아이치현인 것에 영향을 받아 해당 지역의 방언인 나고야 사투리가 작품 속에서 많이 사용되었다. 또한, 아라레가 자주 사용하는 말인 "호요요", "켄-", "킨-", "바이쨔" 등이 한때 유행어가 되기도 했다.
연재 초기에는 노리마키 센베를 주인공으로 하여 매번 발명품 개발에 실패한다는 방향의 스토리가 전개되었으나, 당시 닥터 슬럼프의 담당 편집자였던 토리시마 카즈히코의 제안에 따라 주인공을 소녀 로봇인 아라레로 교체하여 스토리가 전개되었다. 그러나 당시에 이미 작품 4편이 완성되어 있던 시점이었기 때문에 1~4화 까지의 주인공은 센베, 5화 이후부터의 주인공은 아라레로 바뀌는 변칙적인 전개가 이루어졌다. 당초 토리야마 작가는 토리시마의 제안에 대해 거부감이 있었으나, 결국 닥터 슬럼프가 인기 작품이 되었기 때문에 "토리시마 씨가 맞았다"라며 후에 토리시마의 제안을 인정했다. 더불어 토리야마 작가는 닥터 슬럼프의 연재가 중단될 때를 대비하여 닥터 슬럼프의 연재가 중단되기 전부터 이미 토리시마와 차기작에 대한 협의를 했었다는 사실도 밝혔다.
연재 초기 센베의 나이는 28세였으나 마지막편인 18권에서는 33세로 나와 있어 작품 속 시간은 연재 초부터 말까지 5년이 지났음을 알 수 있고, 실제 닥터 슬럼프의 연재 기간도 1980년부터 1984년까지 5년 간 연재가 진행되었다. 이러한 점을 미루어 볼 때 작품 속의 시간 경과는 현실에 맞추어져 있음을 알 수 있다.

## 등장 인물
주인공인 노리마키 아라레와 노리마키 센베, 그리고 아라레의 친구들인 소라마메 형제와 키미도리 아카네가 주로 등장하며, 그 외의 펭귄 마을 주민들이나 게스트가 중간 중간에 등장한다.
애장판부터는 등장 인물 일부가 수정되었다. 흑인의 인권 보호를 위해 설립된 일본의 시민 단체인 '흑인 차별을 없애는 모임'의 항의에 의해, 단행본 제9권 신혼여행 이야기 도입부에 등장하는 식인종과 대도시섬(大都会島)에 등장하는 아메리칸 하이스쿨 선데이 브라더스가 애장판에서 삭제되었으며, 아라레와 아카네, 오봇챠만이 정글의 오지마을 주민으로 분장한 장면 등이 애장판이 발행되면서 수정되었다.

## 무대 설정
작품의 주요 공간적 배경은 물방개 섬에 위치한 촌락인 '펭귄 마을'이다. 작품 속에서는 펭귄 마을이 시골임을 여러차례 강조하고 있다. 펭귄 마을의 풍경은 산이 많고 주택이나 상점이 듬성 듬성하게 자리잡고 있는 모습으로 표현되어 있다.
펭귄 마을의 유일한 학교인 펭귄 촌립 중학교는 시골 학교이기 때문에 학생 수가 적어 학년당 한 개의 학급만이 존재하며, 입학 시험이 없다. 물방개 섬의 존재는 시리즈 별로 조금씩 다르게 설정되어 있으나, 원작인 단행본에서는 물방개 섬을 일본 열도 앞바다에 위치한 섬으로 설정되어 있다.
사람들과 소통이 가능하며 이족보행이 가능한 의인화된 동물이 많이 거주하고 있으며, 사람과 같은 권리를 가지고 있다. 사람과 소통이 불가능하고 이족보행을 할 수 없는, 의인화되지 않은 진짜 동물들도 서식하고 있다. 그 밖에 외계인이나 괴수도 자주 출몰한다.

## 노리마키 센베의 주요 발명품
작품 속에서는 센베가 발명한 발명품들이 많이 등장하고 있다. 아래에 있는 발명품들은 그 중 원작에서 등장한 것들을 나열한 것이며, 애니메이션에서는 이 밖에도 여러 발명품들이 추가로 등장한다. 발명품 중에는 의인화되어 말을 하거나 걸어다니는 메카도 많이 있다.
안드로이드 (아라레)
아라레의 추가 옵션
- 예비용 머리

초기에 아라레가 섹시 여배우 같은 얼굴을 가진 예비용 머리를 직접 제작했으나, 센베가 야단을 친 이후로는 더 이상 만화에 등장하지 않는다. 또한 아라레가 머리를 잃어버렸을 때, 센베가 이전에 제작하다 실패한 머리를 장착시킨 적이 있다.
- 예비용 동체(목 아래 부분)

센베가 아라레의 몸통을 보통의 힘을 가진 보통의 소녀로 개조하는 장면에서 아라레가 기다리기기 지루하다고 불만을 터뜨리자 태엽 인형, 무선 조종 자동차나 비행기 등의 동체를 개발하여 예비 동체로 이용하였다. (결국 아라레의 본 동체를 보통의 힘으로 개조하는 것은 실패하였다.)
마시리토 박사가 개발한 로봇인 캬라멜맨 7호에 의해 아라레의 동체가 산산조각이 났을 때, 센베는 이전에 제작해두었던 몸통을 아라레의 동체로 대체하여 아라레가 로봇인 것을 미도리가 눈치채지 못하게 하려고 하였으나 몸통의 크기가 아라레의 원래 체격과 너무 달라서 포기하였고, 결국 아라레를 구하려다 함께 캬라멜멘 7호의 공격을 받고 쓰러진 오봇챠만의 동체로 대체하였다.
- 심장 소리 테이프와 배꼽 스위치

아라레가 학교에서 건강 검진을 받을 때 아라레에게 심장 소리가 나지 않아 로봇인 게 탄로날 것을 염려한 센베는 심장 소리가 나는 카세트 테이프를 만들어 아라레의 가슴 속에 장착시켰고, 배꼽에는 스위치를 장착하여 누르면 카세트 테이프가 작동되어 가슴에서 심장 소리가 나도록 하였다. 테이프에 녹음된 심장 소리는 센베가 자신의 목소리로 심장 소리를 흉내낸 것이다. 센베가 심장 소리를 녹음하는 과정에서 옆에 있던 아라레가 장난 삼아 불필요한 목소리를 내자 센베는 아라레에게 고함을 질렀는데, 아라레가 낸 목소리와 센베가 고함을 지르는 소리까지 전부 테이프에 녹음되는 바람에, 청진기로 진찰하던 의사가 놀라 심장 마비를 일으켜 병원으로 이송되는 소동이 일어났었다.
- 아라레 눈 텔레비전

아라레가 빈번하게 사고를 일으키자, 센베는 아라레의 행동을 감시하기 위해 아라레의 눈에 무선 영상 송신기를 장착시켜 아라레의 눈을 통해 들어오는 영상이 집에 있는 TV에 비춰지도록 하는 장치를 개발하였다. 그러다가 어느 날 아라레가 우연히 미도리의 속옷을 보게 되었는데, 이를 TV로 지켜보고 있던 센베는 아라레를 미도리와 같이 목욕하게 하여 미도리의 알몸을 보려고 하였으나, 아라레가 근시임을 깜빡 잊고 있었기 때문에 (아라레가 목욕탕에 들어가려고 안경을 벗는 순간 화면이 흐릿해졌다.) 작전은 실패로 끝난다.
- 에너지 경보 장치

아라레의 에너지가 부족하면 센베의 실험실에 있는 경보 장치가 울린다. 그러나, 아라레가 있는 곳까진 알아내지 못한다.
비생명체 투시경
옷이나 지상 구조물, 로봇 등 생물 이외에는 아무것도 보이지 않도록 제작된 안경이다. 아라레가 자신에게 없는 신체 부위(센베는 아라레가 여성의 생식기를 만들어달라고 조른 것으로 착각했으나, 사실 아라레는 배꼽을 만들어달라고 한 것이었다.)를 만들어달라고 센베에게 조르자, 센베가 여성의 알몸을 투시하여 아라레가 원하는 신체 부위를 만들어주는데 도움을 얻을 목적으로 제작되었다. 나중에는 그 목적이 변하여 미도리의 알몸을 보려고 이용하거나, 츠루텐과 함께 거리를 지나다니는 여자의 알몸을 보기 위해 이용하게 된다. 안경을 쓴 상태에서 지상 구조물이 보이지 않아 본의가 아니게 여탕을 들어가다가 체포된 적도 있다.
경찰견 로봇
행방불명이 된 아라레를 급히 찾기 위해 만들어졌다. 실종자의 옷이나 사용하던 도구의 냄새를 통해 실종자를 추적한다. 실제 개와 흡사하게 제작되다 보니 길거리에서 오줌을 싸거나 지나가던 고양이와 다투기도 한다.
데카치비 광선총
사물의 크기를 100배 늘리거나 100분의 1로 줄일 수 있는 총이다. 헤어 드라이어와 비슷한 모습을 가지고 있다. 아라레가 광선총을 가지고 장난치는 것을 방지하기 위해 1시간 밖에 이용이 불가능하도록 시간 제한 기능을 설정해두었다.
미래 카메라
다이얼로 날짜를 설정하여 미래의 모습을 찍을 수 있는 카메라이다. 센베는 자신이 미래에 대머리가 될 것을 알리고 싶지 않았기 때문에 이 카메라를 숨겨 놓았다. 미래에 소라마메 타로가 경찰관이 될 것을 처음으로 보여준 것도 이 도구였다.
타임 슬리퍼
타임 군 성우 - Dr. 슬럼프 아라레쨩 - 치바 시게루 / 닥터 슬럼프 - 카자마 노부히코
입과 손발이 달려 사람처럼 행동하는 탁상 시계인 '타임 군'과 '쯘쯔루 판'으로 구성된 타임머신이다. 타임 군과 쯘쯔루 판을 연결한 후 다이얼을 통해 이동하고 싶은 시점을 지정한 후 타임 군의 머리에 달린 레버를 밀거나 당기면(과거로 갈 경우에는 레버를 밀고, 반대로 미래로 갈 경우에는 레버를 당긴다) 타임 군이 쯘쯔루 판 위에 올라가 "타임 슬립!"을 외치며 판 위에 미끄러지면서 지정한 시점으로 이동한다.
마비 광선총
타임 슬리퍼를 이용해 중생대로 떠날 때 가지고 갔던 무기이다. 공룡이 위협할 때 공룡의 전신을 마비시킬 목적으로 개발한 것이었지만, 공룡 여러 마리가 단체로 몰려드는 바람에 사용하지는 못했다.
엔야 콜라 호
하늘을 날고 싶다고 조르는 아라레를 위해 개발한 2인승 비행기이다. 엔진 대신 드럼통 만한 크기의 콜라병을 흔든 뒤에 비행기 뒷쪽에 삽입하면 콜라캔의 콜라가 뿜어져 나오면서 그 추진력으로 비행을 하는 것이다. 1997년 애니메이션에서는 콜라가 다 빠진 후에도 비행기 내부에 있는 빨간 버튼을 눌러 날개를 펴고 활공할 수 있었지만, 센베의 실수로 인해 날개의 나사가 다 풀려 그대로 구름 위로 추락했다. '엔야 콜라 호'라는 이름은 점프 코믹스의 발명 인기 투표에서 밝혀진 이름으로, 작품 속에는 등장하지 않았다.
변신 포코 건
너구리의 얼굴을 본뜬 광선총이다. 바꾸고 싶은 물체를 말한 후 총을 변신 대상자가 있는 쪽으로 겨누어 트리거 버튼을 누르면 총 끝에서 변신 광선이 나오고, 대상자의 모습이 그 물체로 바뀐다.
진짜 머신 (뭐든지 밥통)
손발과 얼굴을 가지고 있는 전기 밥솥의 모습을 띈 로봇이다. 밥솥 뚜껑을 열고 사진이나 그림 등을 넣고 뜨거운 물을 부은 후 뚜껑을 닫으면 사진이나 그림 속의 물체가 실물로 나타난다. 1997년 애니메이션에서는 돈, 미술품, 인간 등을 불법 복제하는 것을 방지하기 위해 5분의 이용 제한 시간이 설정되어 있다. 성인 잡지에 나오는 여성 모델을 실물로 만들기 위해 제작되었다.

## 스핀 오프 작품

#### Dr.MASHIRITO ABALE 쨩
2007년에 Dr. 슬럼프 아라레쨩의 DVD 박스 발매를 홍보하기 위해 토리야마 아키라가 직접 그린 만화로 월간 소년 점프 4월호에 게재되었으며, 같은 해에 극장판 애니메이션으로도 제작되었다. 노리마키 센베의 라이벌이자 지구 정복을 꾀하고 있는 Dr. 마시리토의 아들 Dr. 마시리토 주니어가 아라레를 닮은 안드로이드인 ABALE(아바레)를 개발하여 아라레를 파괴하려는 내용을 담고 있다.

## TV 애니메이션 시리즈
현재까지 제작·방영된 닥터 슬럼프 TV 애니메이션 시리즈로는 《Dr. 슬럼프 아라레쨩》(1981년)과 《닥터 슬럼프》(1997년)가 있다.

#### Dr. 슬럼프 아라레쨩
대한민국에서는 '닥터 슬럼프 아리'라고도 불린다. 만화 《닥터 슬럼프》가 주간 소년 점프에 연재되기 시작하던 해에 토에이 애니메이션과 후지 TV에서 공동으로 애니메이션 제작을 시작하여 1981년 4월 8일에 후지 TV에서 첫 방영을 시작하였고, 1986년 2월 19일에 종영되었다. 방영이 시작된 지 8개월 8일째 되는 1981년 12월 16일에는 시청률 36.9%를 기록하여, 39.9%로 1위를 기록한《치비 마루코짱》(1990년)과 39.4%로 2위를 기록한 《사자에상》(1979년) 다음으로 일본 역대 애니메이션 시청률 순위 3위를 기록할 정도로 당시 일본 애니메이션계에 큰 붐을 일으켰고, 나아가 중국을 비롯한 여러 아시아 국가와 유럽 국가에서도 방영이 될 정도로 세계적으로 큰 인기를 얻었다. 대한민국에서는 2008년에 JEI 재능TV에서 방영되었다.

#### 닥터 슬럼프
《Dr. 슬럼프 아라레쨩》이 종영된 지 약 11년 9개월이 지난 1997년 11월 26일에 후지 TV에서 첫 방영을 시작하여 666일 뒤인 1999년 9월 22일에 종영되었다. 1980년 원작과 《Dr. 슬럼프 아라레쨩》의 캐릭터 디자인에는 별 차이가 없던 반면, 《닥터 슬럼프》는 원작과 《Dr. 슬럼프 아라레쨩》에 비해 캐릭터 디자인에 많은 변화가 있었다. 무엇보다도, 당시의 다른 애니메이션들과는 달리 셀화와 현상 처리를 이용하지 않는 풀 디지털 기술을 이용하여, 당시의 다른 애니메이션들에 비해 채도가 높고 가장자리가 뚜렷한 고화질로 제작되었다. 《Dr. 슬럼프 아라레쨩》의 후속작이라는 이유로, 닥터 슬럼프의 리메이크 버전으로 불리기도 한다. 대한민국에서는 MBC, 투니버스, 애니원에서 각각 방영되었다. 본판 74부에 스페셜판, 스탭 롤 영상, 주제가 모음 영상, 하이라이트 영상을 합하여 총 78부작으로 제작되었다. 국내에서는 주 시청 대상이 14세 미만의 어린이인 점을 고려하여, 선정적인 장면이나 청소년 비행 장면 등의 부적절한 장면이 삭제되거나 일부 편집되어 총 37부만 방영되었다.

## 다른 작가에 의한 닥터 슬럼프

#### 잠깐 돌아온 Dr.슬럼프
원작·감수: 토리야마 아키라(鳥山明) / 각본: 코야마 타카오(小山高生) / 작화: 나카츠루 카즈요시(中鶴勝祥)

슈에이샤에서 발간한 소년 만화 잡지인 V 점프에 1993년 2월부터 1996년 9월까지 게재되었다. 원작과 Dr. 슬럼프 아라레쨩에 비해 캐릭터 디자인에 많은 변화가 있었으며, 이 중 마시리토 박사와 슷빠만의 디자인은 이후 제작된 TV 애니메이션 닥터 슬럼프에서 그대로 사용되었다.

## 광고

### 실사
- GU (2016년 9월 - )

- 《아라레가 치마!?》편 (2016년 9월 - )

출연 - 노리마키 아라레: 나카조 아야미, 키미도리 아카네: 우치다 유키, 소라마메 피스케: 코라 켄고
- 《카가 아니라 코!》편 (2016년 9월 - )